# Ferienjob
Ferienjob (auch Ferienarbeit genannt, österreichisches Deutsch auch: Ferialpraxis, Ferialpraktikum, Ferialjob, Ferialarbeit, Ferialtätigkeit) ist ein kurzfristiges und befristetes Arbeitsverhältnis, das Schüler oder Studenten während der Schul- bzw. Semesterferien eingehen (in Österreich an berufsbildenden höheren Schulen, wie HTL, oftmals auch verpflichtender Teil des Lehrplanes).

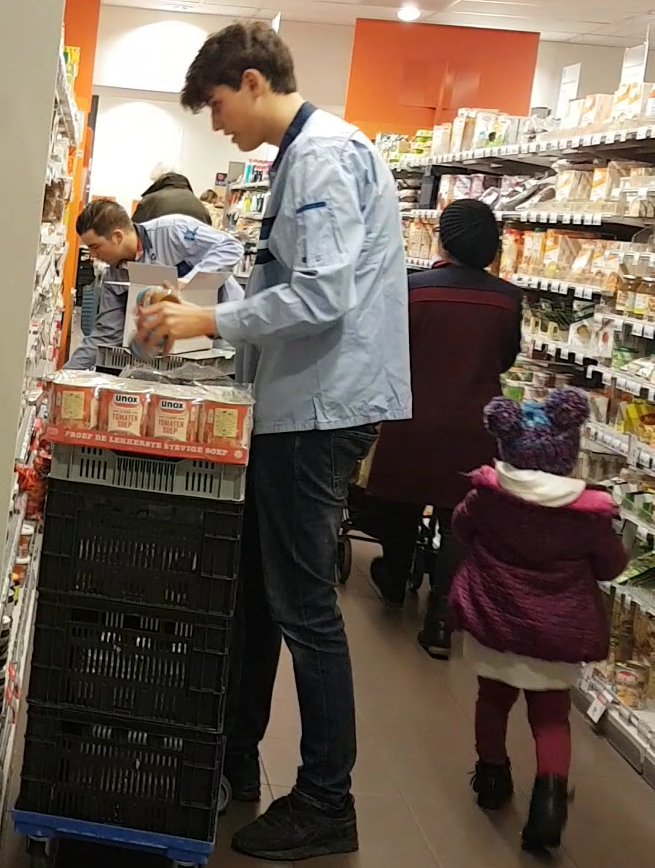
Ferienjob im Supermarkt: Schüler räumen Regale ein

## Motivation
Neben dem Geldverdienen gibt es für Ferienarbeit noch weitere Gründe. Hierzu zählt das Sammeln von Erfahrungen, auch in Branchen, die nicht dem Berufswunsch entsprechen. Weiterhin wird die Arbeit im Team sowie das Kennenlernen von anderen Leuten und der Arbeitswelt genannt, was dazu beitragen kann, die Berufswahl zu unterstützen.

## Gesetzliche Grundlagen in Deutschland

### Jugendschutz
Wer in Deutschland einen Ferienjob ausüben will, muss mindestens 15 Jahre alt sein. Solange Jugendliche noch vollzeitschulpflichtig sind, dürfen sie im Kalenderjahr höchstens vier Wochen und nur während der Schulferien arbeiten. Wer mindestens 13 Jahre alt ist, darf mit Zustimmung der Eltern bis zu zwei Stunden täglich (in der Landwirtschaft bis drei Stunden) leichte und für Kinder geeignete Beschäftigungen ausüben (§ 5 Jugendarbeitsschutzgesetz). 

### Arbeitsrecht
Ein Ferienjob ist ein befristetes Arbeitsverhältnis; eine Kündigung unter Beachtung der Kündigungsregeln ist daher nicht relevant. Während der Beschäftigungsdauer werden die für jedes Arbeitsverhältnis geltenden gesetzlichen (Freizeitansprüche, Entgeltfortzahlung) und kollektivrechtlichen Regelungen (Tarifvertrag,  Betriebsvereinbarung etc.) angewendet. In den ersten vier Wochen der Beschäftigung besteht kein Anspruch auf Entgeltfortzahlung im Krankheitsfall und im Regelfall auch kein Anspruch auf Krankengeld.

### Mindestlohn
Anspruch auf den Mindestlohn besteht nur, wenn der Beschäftigte volljährig ist (§ 22(2) des Mindestlohngesetzes).

### Sozialversicherungsrecht
Es gelten die Regelungen eines befristeten Arbeitsverhältnisses. Die Sozialversicherungspflicht von Schülern/Studenten, die in den Ferien eine Beschäftigung ausüben, unterscheidet sich nicht von  anderen Beschäftigten:
Beiträge zur Kranken-, Pflege-, Renten- und Arbeitslosenversicherung entfallen, wenn die Beschäftigung innerhalb eines Kalenderjahres auf nicht mehr als 3 Monate oder 70 Arbeitstage befristet ist (kurzfristige Beschäftigung). Die wöchentliche Arbeitszeit und das monatliche Arbeitsentgelt spielen dabei keine Rolle.
Die Beschäftigungen ab dem Beginn des Kalenderjahres werden addiert, wenn jeweils die Merkmale einer kurzfristigen Beschäftigung erfüllt sind. Liegt die Summe über dem Zeitlimit, besteht Zahlungspflicht in der Kranken-, Pflege- und Rentenversicherung, es sei denn, es liegt eine sogenannte Geringfügige Beschäftigung vor.
Schüler, die eine allgemeinbildende Schule (außer Abendschule) besuchen und während der Ferien eine Beschäftigung ausüben, sind nicht in der Arbeitslosenversicherung. 
Kurzfristig zwischen dem Ende der Schule und einer Beschäftigung (ggf. Berufsausbildung) Beschäftigte sind verpflichtend gegen Arbeitslosigkeit versichert und zahlen in die Kranken-, Pflege-, Rentenversicherung, wenn das monatliche Arbeitsentgelt 556 € übersteigt.

### Steuerrecht
Der Arbeitgeber führt vom Arbeitslohn die Lohnsteuer an das Finanzamt ab.
Obwohl bereits bei Aufnahme der Beschäftigung deren Befristung feststeht, wird bei der Lohnsteuerberechnung unterstellt, dass der Schüler/Student während des ganzen Jahres Arbeitslohn beziehen wird. Der Arbeitgeber muss immer Lohnsteuer einbehalten, auch wenn anzunehmen ist, dass der Schüler/Student keine weiteren Einkünfte hat und haben wird.
Diese Steuer kann nach Ablauf des Kalenderjahres in den meisten Fällen vom Finanzamt zurückgefordert werden. Dafür muss innerhalb von vier Jahren eine Einkommensteuererklärung abgegeben werden.

### Auswirkungen auf den gesetzlichen Unterhalt
Einkünfte aus einem Ferienjob können laut Bundesgerichtshof (BGH) zumindest im Mangelfall der Eltern auf den gesetzlichen Unterhalt angerechnet werden.

### Auswirkungen auf das Kindergeld
Einkünfte aus einem Ferienjob konnten bis 2011 zum Verlust des Kindergeldes führen, wenn die Einkünfte und Bezüge des Kindes im Jahr insgesamt 8.004 € (bis 2009 waren es 7.680 €) überstiegen.
Seit dem 1. Januar 2012 hat das Einkommen des Kindes keine Auswirkungen mehr auf den Kindergeldanspruch.

### Auswirkungen auf Leistungen nach dem BAföG
In einem Bewilligungszeitraum von 12 Monaten kann ein Bruttoeinkommen von ca. 6.672 Euro erzielt werden, ohne dass es zu Auswirkungen auf Leistungen nach dem BAföG kommt.

### Auswirkungen auf den Bezug von Bürgergeld
Seit Juli 2023 ist Einkommen aus Ferienjobs unabhängig von seiner Höhe anrechnungsfrei. Zuvor lag der Freibetrag bei 2.400 Euro.

## Situation in Österreich
In Österreich gibt es drei Formen der Ferialbeschäftigung. Der Ferialpraktikant absolviert ein Pflichtpraktikum, das im Lehrplan oder in der Studienordnung zur Ergänzung der Ausbildung vorgesehen ist. Der Ferialarbeitnehmer arbeitet in der Ferienzeit rein zum Erwerb von Einkommen, ohne weiteren Ausbildungshintergrund. Der Volontär arbeitet freiwillig und zur Vorbereitung auf die künftige berufliche Tätigkeit unentgeltlich in einem Betrieb.

## Situation in Belgien
Wie in Deutschland darf jeder Belgier ab 15 Jahren einen Ferienjob ausüben. Voraussetzung ist die Vollendung der ersten beiden Jahre der Sekundärstufe im belgischen Schulsystem (Primärstufe 6 Jahre Grundschule, Sekundarstufe 6 Jahre Gymnasium, Technische Schule, Berufsschule oder Kunstschule). Seit 2003 genießen Jobstudenten einige soziale Rechte. 2007 wurde das belgische Ferienjobsystem reformiert: Studenten und Schüler dürfen 2 × 23 Tage pro Jahr arbeiten, eine Periode soll in den Sommerferien geplant werden. Je älter ein Student oder Schüler ist, desto mehr Lohn bekommt er. So bekommt ein 15-jähriger Schüler 70 % des normalen Gehalts, 18-Jährige 82 % und ab 21 Jahren verdient ein Jobstudent 100 % des normalen Gehalts. 2011 wurde das System erneut geändert: Studenten und Schüler durften unter anderem 50 Tage statt 46 Tage arbeiten.
In Belgien haben die Länge und das Gehalt des Ferienjobs, nicht wie in Deutschland, Einfluss auf den Kindergeldanspruch. Ab mehr als 240 Arbeitsstunden innerhalb von drei Monaten können Eltern kein Kindergeld mehr beanspruchen. Sobald der Student mehr als 6.570 € verdient, muss er auch Steuern zahlen.